# گرنجر (تگزاس)
گرنجر، تگزاس (به انگلیسی: Granger, Texas) یک شهر در ایالات متحده آمریکا با جمعیت ۱٬۴۱۹ نفر است که در تگزاس واقع شده‌است.

## موقعیت جغرافیایی
موقعیت جغرافیایی شهرها و مناطق اطراف به شرح زیر است: